# Крестън
Крестън (на английски: Creston) е град в окръг Линкълн, щата Вашингтон, САЩ. Крестън е с население от 232 жители (2000) и обща площ от 1,1 km². Намира се на 744 m надморска височина. ЗИП кодът му е 99117, 99147, а телефонният му код е 509.